# Annemasse
Annemasse é uma comuna francesa (município) da região de Auvérnia-Ródano-Alpes, situada no departamento da Alta Saboia. A cidade se encontra na fronteira franco-suíça, a sudoeste do Lago Léman, na aglomeração urbana franco-suíça de Genebra-Anemasse (aglomeração franco-valdo-genebresa). Com uma população de 31.092 habitantes (2008), é a mais importante cidade dos cantões de Annemasse-Norte e Annemasse-Sul.
A sua área urbana,com 256.014 habitantes em 2008, é a 37ª do país. Annemasse é uma das doze comunas da aglomeração  Annemasse - Les Voirons Agglomération e é a segunda mais populosa da Alta Saboia.
A atividade econômica em Annemasse depende principalmente da proximidade da metrópole suíça de Genebra.

## Geografia

Annemasse em Alta Saboia

### Situação e localização
Annemasse fica situada junto da fronteira franco-suíça, no norte dos alpes franceses, a 2 km do cantão de Gênova e a 45 km de Annecy, no departamento da Alta Saboia. A cidade está rodeada pelo monte Salève (alt. 1 300 m) a sul e o rio Arve a sudoeste e depois a oeste, os Voirons (alt. 1 480 m) a leste e a fronteira suíça a oeste, a 26 km de Thonon-les-Bains.
Constitui a entrada do vale do Arve.
Annemasse é o centro da segunda aglomeração da Alta Saboia.

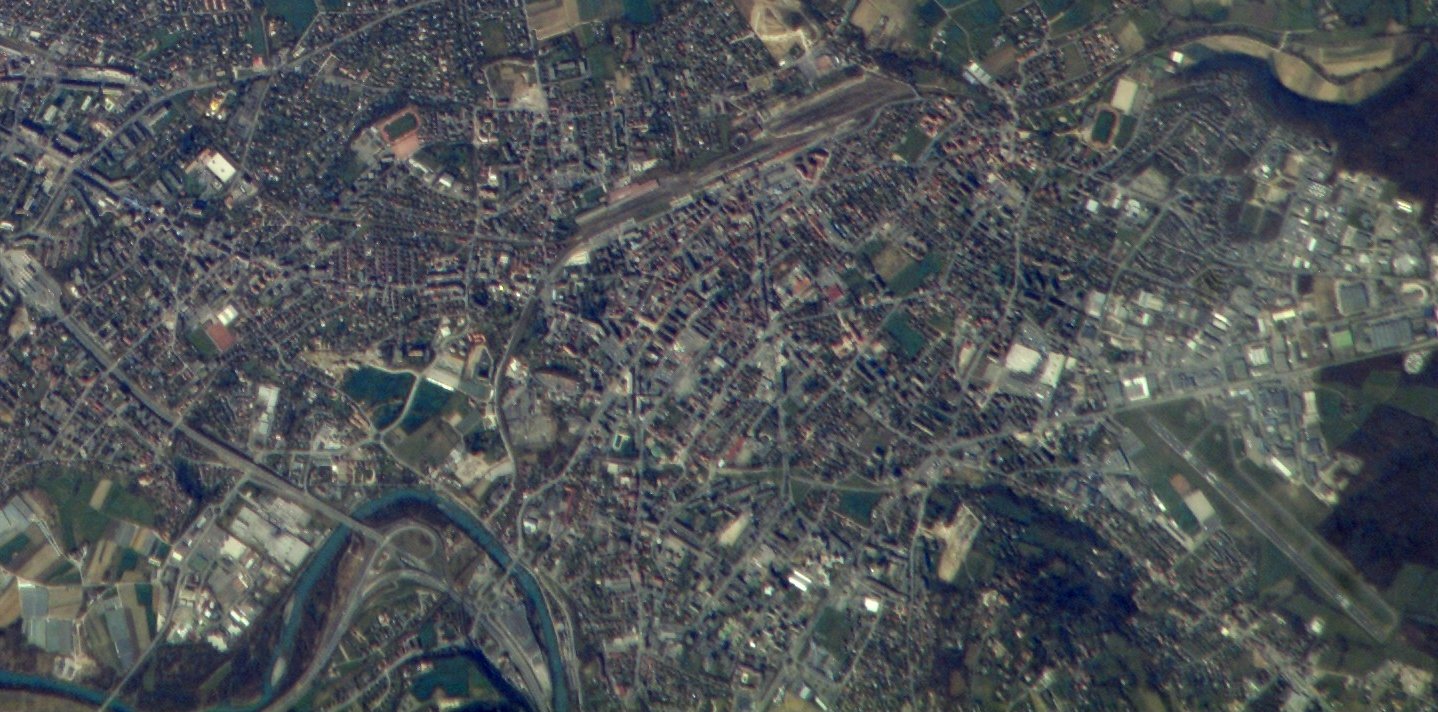
Annemasse visto por satélite.

### Clima
O clima é do tipo temperado com tendência a clima de montanha, em razão do posicionamento da região de Annemasse na planície genebresa francesa, entre o Lago Léman e os primeiros relevos do maciço alpino (Maciço de Bornes) na Alta Saboia. A presença do Lago Léman ameniza as massas de ar vindas do norte e forma um clima lacustre (relativo a lago), onde se misturam, ao mesmo tempo, com as influências continentais e mediterrânicas.
Annemasse e sua região tem uma inverno muito ameno, se bem que o calor é muitas vezes elevado no verão. A amplitude térmica média anual é da ordem de 18°C. As temperaturas mais frias ocorrem geralmente em janeiro e fevereiro, com uma média mínima negativa de em torno de -1°C. Há, em média, 80 dias de geada por ano. As temperaturas mais quentes ocorrem em julho e agosto, com máximas em torno de 26 ° C em média. Há, em média, mais de 7 dias muito quentes (>30 ° C) no verão, durante julho e agosto. A amplitude térmica diária é particularmente acentuada no verão. A região de Annemasse tem 2.813 graus-dia unificado (método "météo" [meteorológico]).
Aqui está um resumo, na tabela abaixo, das temperaturas no período de 1987 a 2000:
| Dados climatológicos para Annemasse | Dados climatológicos para Annemasse | Dados climatológicos para Annemasse | Dados climatológicos para Annemasse | Dados climatológicos para Annemasse | Dados climatológicos para Annemasse | Dados climatológicos para Annemasse | Dados climatológicos para Annemasse | Dados climatológicos para Annemasse | Dados climatológicos para Annemasse | Dados climatológicos para Annemasse | Dados climatológicos para Annemasse | Dados climatológicos para Annemasse | Dados climatológicos para Annemasse |
| Mês                                 | Jan                                 | Fev                                 | Mar                                 | Abr                                 | Mai                                 | Jun                                 | Jul                                 | Ago                                 | Set                                 | Out                                 | Nov                                 | Dez                                 | Ano                                 |
| ----------------------------------- | ----------------------------------- | ----------------------------------- | ----------------------------------- | ----------------------------------- | ----------------------------------- | ----------------------------------- | ----------------------------------- | ----------------------------------- | ----------------------------------- | ----------------------------------- | ----------------------------------- | ----------------------------------- | ----------------------------------- |
| Temperatura máxima média (°C)       | 5,2                                 | 7,9                                 | 12,9                                | 15,4                                | 21,2                                | 23,5                                | 26,6                                | 26,8                                | 21,1                                | 15,2                                | 8,8                                 | 5,7                                 | 15,9                                |
| Temperatura mínima média (°C)       | −1,0                                | −1,1                                | 1,2                                 | 4,0                                 | 8,8                                 | 11,4                                | 13,7                                | 13,5                                | 10,0                                | 6,9                                 | 2,1                                 | −0,2                                | 5,8                                 |

Abaixo está um resumo das precipitações no período de 2008:
| Mês               | J  | F    | M    | A    | M    | J    | J    | A    | S    | O    | N  | D  | Ano  |
| ----------------- | -- | ---- | ---- | ---- | ---- | ---- | ---- | ---- | ---- | ---- | -- | -- | ---- |
| Precipitação (mm) | 52 | 43,7 | 44,9 | 48,4 | 52,3 | 60,9 | 57,6 | 52,8 | 67,8 | 81,7 | 63 | 55 | 56,7 |
| Source: MSN Météo |    |      |      |      |      |      |      |      |      |      |    |    |      |